# Спеціалізована школа № 265 (Київ)
Спеціалізована школа I—III ступенів № 265 м. Києва з поглибленим вивченням предметів художньо — естетичного циклу — відкрита 4 травня 1987 року у Райдужному масиві Києва. Школа здійснює поглиблене вивчення предметів художньо-естетичного циклу: хореографії, музики, образотворчого мистецтва.

## Історія
За свою історію школа випустила чимало відомих та знаменитих учнів[яких?]. У школі розпочинали свій шлях — призери світового рівня: чемпіони України[які?] з тхеквондо, фігурного катання, переможці творчих танцювальних конкурсів, всеукраїнських олімпіад з базових і спеціальних дисциплін, призери Малої академії наук з конструювання, успішні працівники в галузях освіти, культури та промисловості, переможці державних конкурсів з танців, успішні працівники в багатьох напрямках промисловості.

## Особливості
Школа має пристосовані та обладнані спальні для учнів перших класів, для їх відпочинку після обіду. При вивченні предметів спеціалізації (музика, хореографія, образотворче мистецтво) у класі формуються дві групи. У школі вивчається гра на сопілці, ліпка виробів з глини, в наявності є інтерактивні кабінети інформатики та хімії. Учні вивчають «Сходинки до інформатики» з першого класу. У старших класах викладається художня культура, декоративно-ужиткове мистецтво, комп'ютерна графіка, музична література.

## Гуртки
У спеціалізованій школі № 265 після уроків учні відвідують різноманітні гуртки за своїми вподобаннями. Найпопулярніші з них: туризм та тхеквондо, працюють гуртки «спортивне орієнтування» та «спортивний туризм». Учні з гуртків беруть участь в різних змаганнях на районному та міському рівні. Керівники гуртків організовують для гуртківців за їхнім бажанням туристичні мандрівки у Крим, Карпати. Керівник гуртка «Спортивне орієнтування»- Дуднік Ілля Андрійович багато часу приділяє вихованню навичок орієнтування, під час походів, учні їх закріплюють на практиці. Під час змагань гуртківці займають перші місця, які відзначаються грамотами, кубками, різними нагородами.
Спортивний туризм тісно пов'язаний з гуртком спортивного орієнтування, тому керівники Максим Сергійович Балась та Ілля Сергійович Дуднік тісно співпрацюють та приносять яскраві перемоги для школи. Спортивний туризм тісно переплітається з навчальною програмою школи. Гуртком охоплено багато учнів 5—11 класів.
За побажанням батьків та учнів був відкритий гурток «Карате» (керівник гуртка Пінчук С. О.). Заняття проводяться два рази на тиждень, де учні можуть опанувати прийоми «Карате».

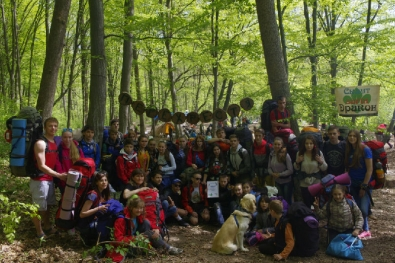
Наші туристи

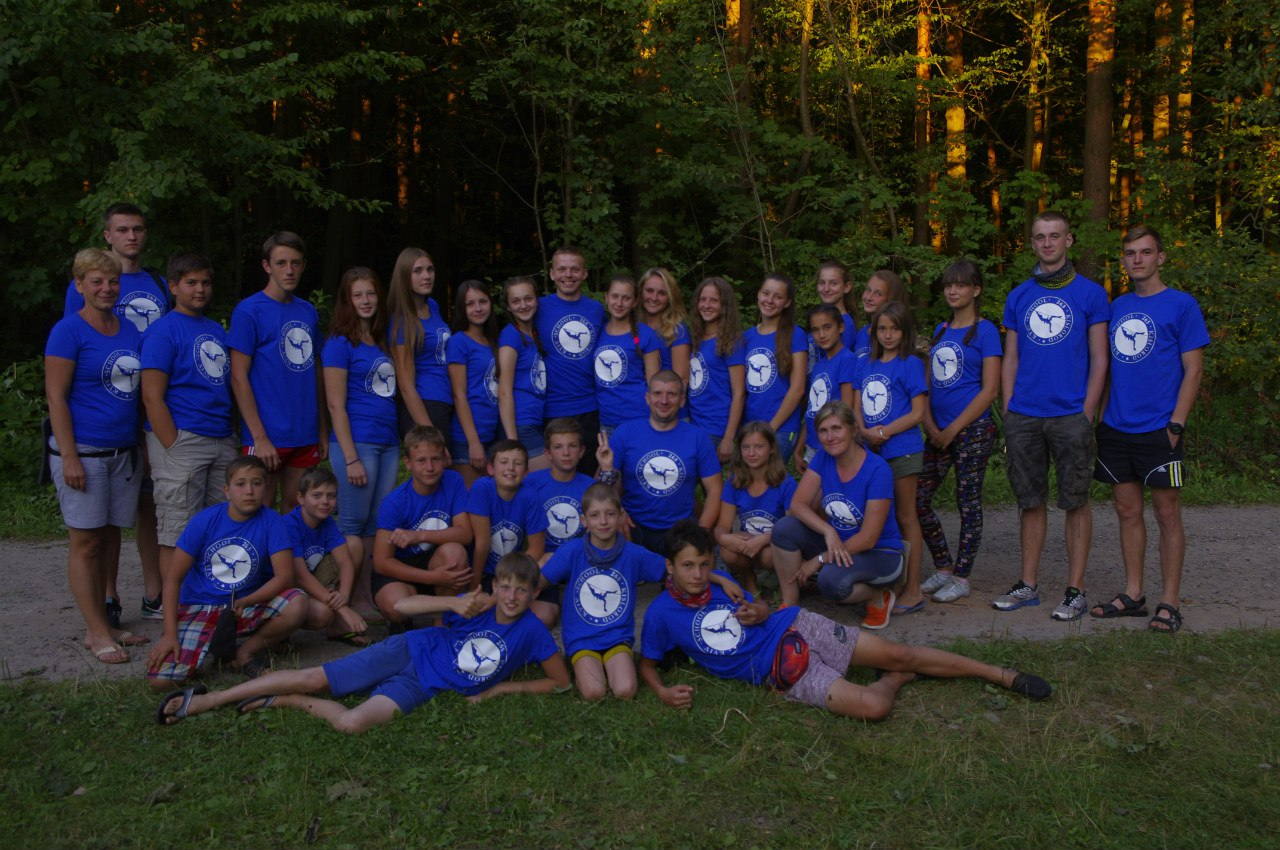
Туристи школи № 265

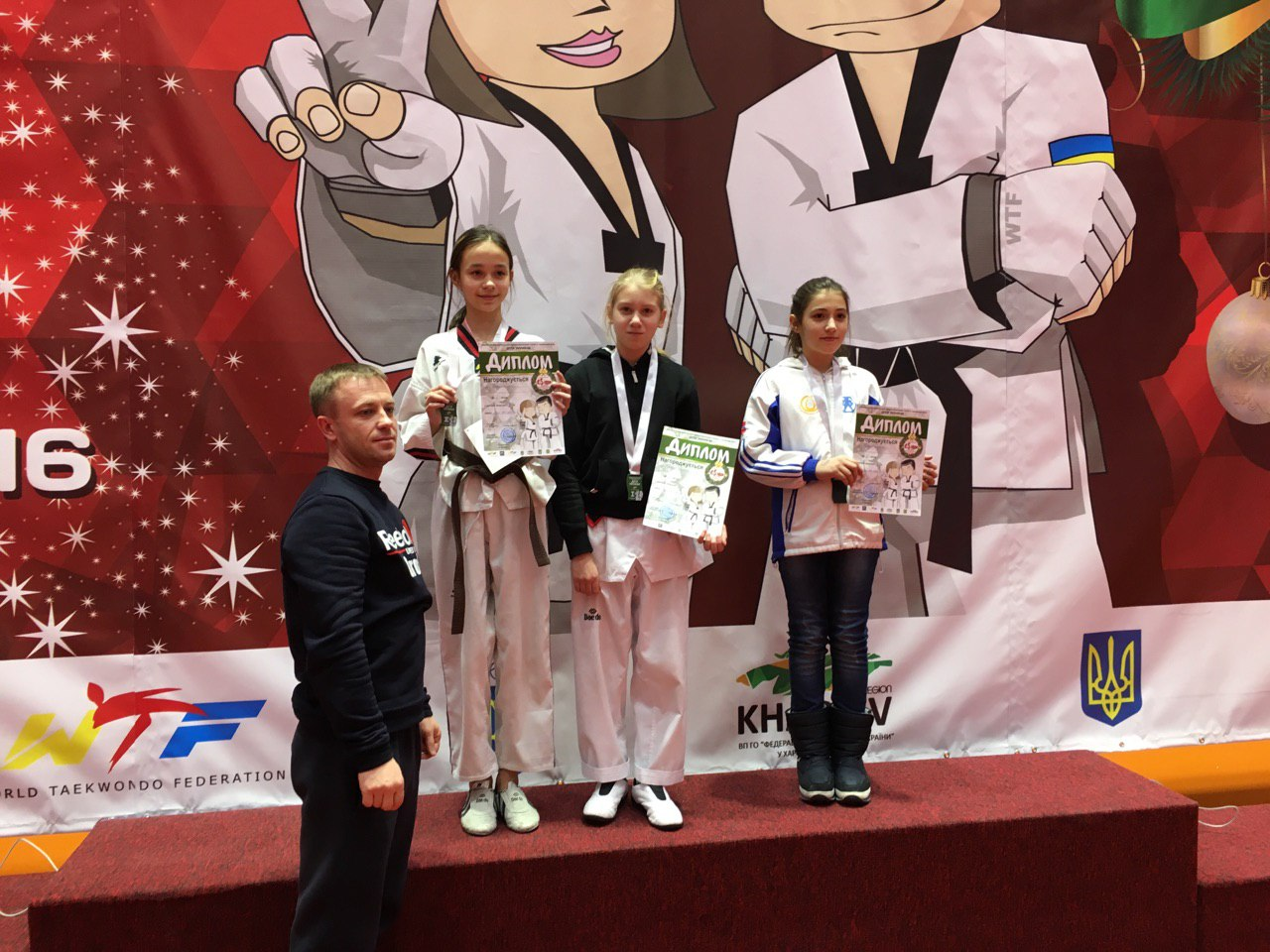
Наші переможці

## Традиції
- 1 вересня — зустріч зі школою, вчителями, друзями. На це свято приходить багато гостей. Звучать привітання, виступи учителів, батьків. Лунає перший дзвоник і починається навчальний рік.
- День самоврядування — традицією стало в школі напередодні Дня вчителя проводити День самоврядування.
- День вчителя — традиційний концерт — подарунок вчителям, який готують всі учні.
- Посвята в першокласники — свято для першокласників — традиційне сімейне свято.
- Новорічний карнавал — для молодших школярів проводиться веселий бал-маскарад, на якому діти співають, танцюють, читають вірші, представляють свої костюми і отримують призи та подарунки від Діда Мороза і Снігуроньки. Старшокласники готують святковий концерт «Всі зірки — до нас на Новий Рік!», після якого розважаються на дискотеці.
- Свято матері — традиційне свято в нашій школі. У цей день школярі готують святковий концерт для своїх матусь — пісні, вірші, вистави, музика, сміх, квіти.
- Свято останнього дзвоника — традиційне свято, завжди проходить урочисто і водночас душевно. Лунає Гімн України, вноситься Державний Прапор України і звучать теплі і добрі слова привітань гостей, вчителів, батьків. На цьому святі найкращі учні нагороджуються грамотами, дипломами за участь в олімпіадах, в роботі МАН, в шкільному житті.
- Випускний вечір — випускників вітають почесні гості, директор школи, учителі, батьки. Потім розпочинається останній шкільний вечір, після якої випускники ідуть зустрічати світанок свого нового дорослого життя.